# 北村紗衣

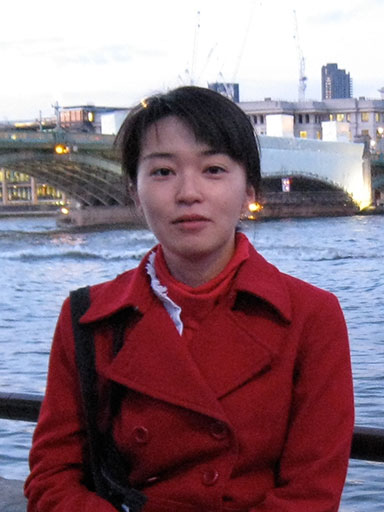
北村紗衣

北村紗衣（日语：／ Kitamura Sae，1983年4月12日—）是一位日本女作家、教育家和英国文学评论家、批評家，北村浩史之女。她拥有伦敦国王学院的哲學博士学位，专门研究威廉·莎士比亚、表演艺术史和女性主义批评。她也是维基百科的编辑（維基人），她參加過包括英日翻译Wikipedian培训项目（英日翻訳ウィキペディアン養成プロジェクト）在內的維基百科活动。她曾任武藏大学人文学部英語英米文化学科讲师和副教授以及表象文化論学会理事長和企画委員長。她是《喜欢莎士比亚戏剧的女人》（シェイクスピア劇を楽しんだ女性たち）和《糖、香料和爆炸性的东西》（お砂糖とスパイスと爆発的な何か）的作者，并編寫了一本关于联觉的书。

## 外部連結
- Commentarius Saevus （页面存档备份，存于） - 公式ブログ
  - Lupa Saeva、電子書肆 さえ房 - 個人サイト
- saebou的X（前Twitter）
- 北村 紗衣 (キタムラ サエ) 研究者情報 （页面存档备份，存于） - 武藏大學教員プロフィール